# Oberea pseudolacana
Oberea pseudolacana är en skalbaggsart som beskrevs av Stefan von Breuning 1956. Oberea pseudolacana ingår i släktet Oberea och familjen långhorningar. Inga underarter finns listade i Catalogue of Life.